# لمزودیا
لمزودیا (به فرانسوی: Lamzoudia) یک منطقهٔ مسکونی در مراکش است که در استان شیشاوه واقع شده‌است. لمزودیا ۲۲٬۴۵۴ نفر جمعیت دارد.